# Serra del Rèvol
La Serra del Rèvol és una serra situada al municipi de Clariana de Cardener (Solsonès), amb una elevació màxima de 625 metres. La serra marca el límit sud del nucli de Clariana.
La serra transcorre direcció sud-oest nord-est, finalitzant pràcticament a la carretera C-55, en el punt en el que el riu Negre s'uneix al riu Cardener. Uns metres més a l'est del punt on la serra finalitza hi trobem la capella de Santa Àgata. En el seu vessant sud hi trobem la rasa del Rèvol, que fa de terme amb el municipi de Cardona.